# Chata Blanca
Chata Blanca es el nombre de una variedad cultivar de manzano (Malus domestica). Esta manzana está cultivada en diversos viveros entre ellos algunos dedicados a conservación de árboles frutales en peligro de desaparición. Esta manzana es originaria del Principado de Asturias, donde tuvo su mejor época de cultivo comercial en la década de 1960, y actualmente en menor medida aún se encuentra.

## Sinónimos
- "Manzana Chata Blanca",[6][8][9]
- "Xata Blanca".

## Historia
Asturias presenta unas condiciones de clima y de suelos excelentes para el cultivo del manzano. De hecho, hasta mediados del siglo XX Asturias era la mayor productora de manzana de toda la península ibérica. Sin embargo, esa situación cambió como consecuencia de la aparición de nuevas zonas de cultivo en el nordeste peninsular y, sobre todo, a que en Asturias no se concretaron canales de comercialización adecuados.
'Chata Blanca' es una variedad del Principado de Asturias. El cultivo del manzano en Asturias en superficies importantes se remonta a principios del siglo XX. Las plantaciones originales se realizaron con variedades indígenas ('Amandi', 'Carapanón', 'Chata Blanca', 'Reineta Caravia', 'Reineta Encarnada de Asturias' y otras), posteriormente se dio paso a otras variedades extranjeras como la 'Reineta de Canadá' que es la más cultivada actualmente en 2020.
'Chata Blanca' está considerada incluida en las variedades locales autóctonas muy antiguas, cuyo cultivo se centraba en comarcas muy definidas. Se caracterizaban por su buena adaptación a sus ecosistemas y podrían tener interés genético en virtud de su adaptación. Se encontraban diseminadas por todas las regiones fruteras españolas, aunque eran especialmente frecuentes en la España húmeda. Estas se podían clasificar en dos subgrupos: de mesa y de sidra (aunque algunas tenían aptitud mixta).
'Chata Blanca' es una variedad clasificada como de mesa, difundido su cultivo en el pasado por los viveros comerciales y cuyo cultivo en la actualidad se ha reducido a huertos familiares y jardines privados.

## Características
El manzano de la variedad 'Chata Blanca' tiene un vigor Medio; florece a inicios de mayo; tubo del cáliz mediano, alargado o en forma de embudo con tubo estrecho, corto o largo, y con los estambres situados por la mitad o por debajo de ésta.
La variedad de manzana 'Chata Blanca' tiene un fruto de tamaño medio o pequeño; forma tronco-cónica y con frecuencia marcadamente truncada en su cima y rebajada de un lado, y con contorno irregular; piel fuerte; con color de fondo verdoso, sobre color bajo, siendo el color del sobre color rosa, importancia del sobre color bajo, siendo su reparto en rayas, iniciado barreado desde la cavidad peduncular a lo largo del fruto y no frecuente de inapreciable rosado, acusa punteado visible de color gris verdoso o canela y estos últimos aureolados de blanco, y una sensibilidad al "russeting" (pardeamiento áspero superficial que presentan algunas variedades) muy débil; pedúnculo corto, medianamente grueso y con engrosamiento en su extremo, de color verde amarillo y con algo de lanosidad, anchura de la cavidad peduncular es media a amplia, profundidad de la cavidad pedúncular de profundidad profunda casi siempre, bordes ondulado e irregular, más rebajado de un lado, fondo con chapa ruginosa más o menos leve, e importancia del "russeting" en cavidad peduncular débil; anchura de la cavidad calicina estrecha o media, profundidad de la cav. calicina profunda y de cubeta marcada, importancia del "russeting" en cavidad calicina muy débil; ojo pequeño o medio, abierto, cerrado, en la mayoría le rodea una roseta perlada; sépalos con frecuencia partidos, los normales son de forma triangular, carnosos en su base y de puntas vueltas hacia fuera.
Carne de color blanco a blanco verdoso; textura esponjosa y crujiente; sabor característico de la variedad, semi-acidulado, agradable; corazón pequeño, bulbiforme, generalmente solo enmarcadas las líneas del corazón por un lado. Eje agrietado o cóncavo. Celdas alargadas. Semillas de tamaño medio, alargadas.
La manzana 'Chata Blanca' tiene una época de maduración y recolección tardía en el otoño-invierno, se recolecta desde mediados de octubre hasta mediados de noviembre, madura durante el invierno aguanta varios meses más. Tiene uso múltiple pues se usa como manzana de mesa fresca, como manzana para elaboración de sidra, y en la cocina pues la Chata Blanca de sabor dulce era muy apreciada para "les manazanes asaes", al horno.

## Susceptibilidades
- Pulgón lanígero: ataque medio
- Chancro del manzano: ataque fuerte.[1]